# Lijst van burgemeesters van Berlijn
Dit is een lijst van burgemeesters van Berlijn vanaf 1948, het jaar waarin de Duitse hoofdstad werd gesplitst in West-Berlijn en Oost-Berlijn. In 1991 werd Berlijn weer herenigd. De burgemeester van (West-)Berlijn werd (respectievelijk wordt) Regierender Bürgermeister genoemd. Hij was (respectievelijk is) tevens hoofd van de (West-Duitse) deelstaat Berlijn. De tot de Duitse Democratische Republiek behorende burgemeester van Oost-Berlijn werd Oberbürgermeister genoemd.

## Lijst van burgemeesters

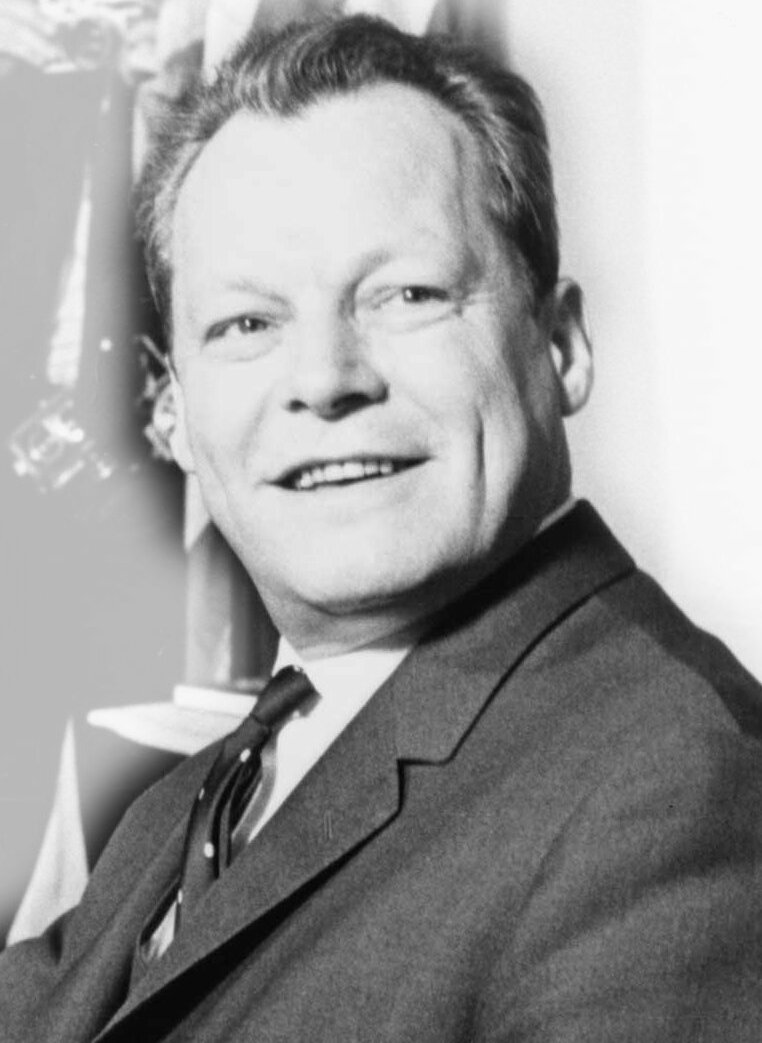
Willy Brandt (SPD), de vijfde burgemeester van West-Berlijn.

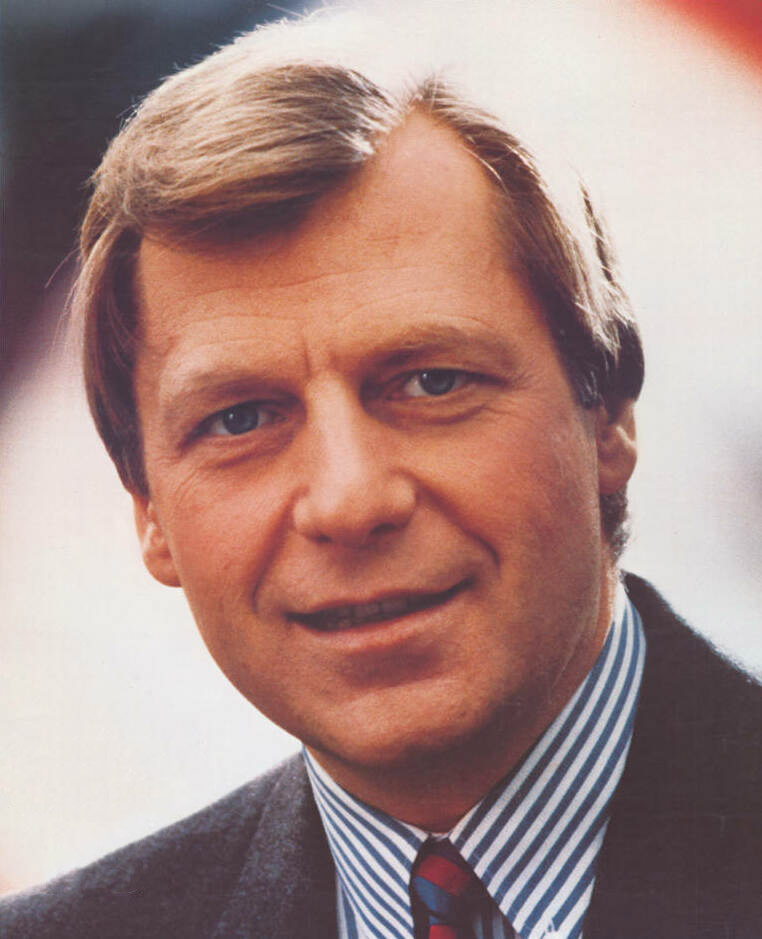
Eberhard Diepgen (CDU), burgemeester van West-Berlijn (1984–1989) en het herenigde Berlijn (1991–2001).

### West-Berlijn
| Nr. | Burgemeester van West-Berlijn | Burgemeester van West-Berlijn | Burgemeester van West-Berlijn      | Ambtstermijn      | Ambtstermijn      | Partij |
| --- | ----------------------------- | ----------------------------- | ---------------------------------- | ----------------- | ----------------- | ------ |
| 1   |                               | Ernst Reuter                  | Ernst Reuter (1889–1953)           | 7 december 1948   | 29 september 1953 | SPD    |
| 2   |                               | Walther Schreiber             | Walther Schreiber (1884–1958)      | 29 september 1953 | 11 januari 1955   | CDU    |
| 3   |                               | Otto Suhr                     | Otto Suhr (1894–1957)              | 11 januari 1955   | 30 augustus 1957  | SPD    |
| 4   |                               | Willy Brandt                  | Willy Brandt (1913–1992)           | 3 oktober 1957    | 1 december 1966   | SPD    |
| 5   |                               | Heinrich Albertz              | Heinrich Albertz (1915–1993)       | 1 december 1966   | 19 oktober 1967   | SPD    |
| 6   |                               | Klaus Schütz                  | Klaus Schütz (1926–2012)           | 19 oktober 1967   | 2 mei 1977        | SPD    |
| 7   |                               | Dietrich Stobbe               | Dietrich Stobbe (1938–2011)        | 2 mei 1977        | 22 januari 1981   | SPD    |
| 8   |                               | Hans-Jochen Vogel             | Hans-Jochen Vogel (1926–2020)      | 22 januari 1981   | 11 juni 1981      | SPD    |
| 9   |                               | Richard von Weizsäcker        | Richard von Weizsäcker (1920–2015) | 11 juni 1981      | 9 februari 1984   | CDU    |
| 10  |                               | Eberhard Diepgen              | Eberhard Diepgen (1941)            | 9 februari 1984   | 16 maart 1989     | CDU    |
| 11  |                               | Walter Momper                 | Walter Momper (1945)               | 16 maart 1989     | 3 oktober 1990    | SPD    |

### Oost-Berlijn
| Nr. | Burgemeester van Oost-Berlijn | Burgemeester van Oost-Berlijn | Burgemeester van Oost-Berlijn   | Ambtstermijn     | Ambtstermijn     | Partij |
| --- | ----------------------------- | ----------------------------- | ------------------------------- | ---------------- | ---------------- | ------ |
| 1   |                               | Friedrich Ebert jr.           | Friedrich Ebert jr. (1894–1979) | 30 november 1948 | 5 juli 1967      | SED    |
| 2   |                               | Herbert Fechner               | Herbert Fechner (1913–1998)     | 5 juli 1967      | 11 februari 1974 | SED    |
| 3   |                               | Erhard Krack                  | Erhard Krack (1931–2000)        | 11 februari 1974 | 15 februari 1990 | SED    |
| 4   |                               | Ingrid Pankraz                | Ingrid Pankraz (1948) Interim   | 15 februari 1990 | 23 februari 1990 | PDS    |
| 5   |                               | Christian Hartenhauer         | Christian Hartenhauer (1948)    | 23 februari 1990 | 30 mei 1990      | PDS    |
| 6   |                               | Tino Schwierzina              | Tino Schwierzina (1927–2003)    | 30 mei 1990      | 3 oktober 1990   | SPD    |

### Herenigd Berlijn (sinds 1991)
| Nr. | Burgemeester van Berlijn | Burgemeester van Berlijn         | Burgemeester van Berlijn                            | Ambtstermijn     | Ambtstermijn     | Partij |
| --- | ------------------------ | -------------------------------- | --------------------------------------------------- | ---------------- | ---------------- | ------ |
| 1   |                          | Walter Momper & Tino Schwierzina | Walter Momper (1945) & Tino Schwierzina (1927–2003) | 3 oktober 1990   | 11 januari 1991  | SPD    |
| –   |                          | Walter Momper & Thomas Krüger    | Walter Momper (1945) & Thomas Krüger (1959) Interim | 11 januari 1991  | 24 januari 1991  | SPD    |
| 2   |                          | Eberhard Diepgen                 | Eberhard Diepgen (1941)                             | 24 januari 1991  | 16 juni 2001     | CDU    |
| 3   |                          | Klaus Wowereit                   | Klaus Wowereit (1953)                               | 16 juni 2001     | 11 december 2014 | SPD    |
| 4   |                          | Michael Müller                   | Michael Müller (1964)                               | 11 december 2014 | 21 december 2021 | SPD    |
| 5   |                          | Franziska Giffey                 | Franziska Giffey (1978)                             | 21 december 2021 | 27 april 2023    | SPD    |
| 6   |                          | Kai Wegner                       | Kai Wegner (1972)                                   | 27 april 2023    | huidig           | CDU    |